# ابن المتقنة

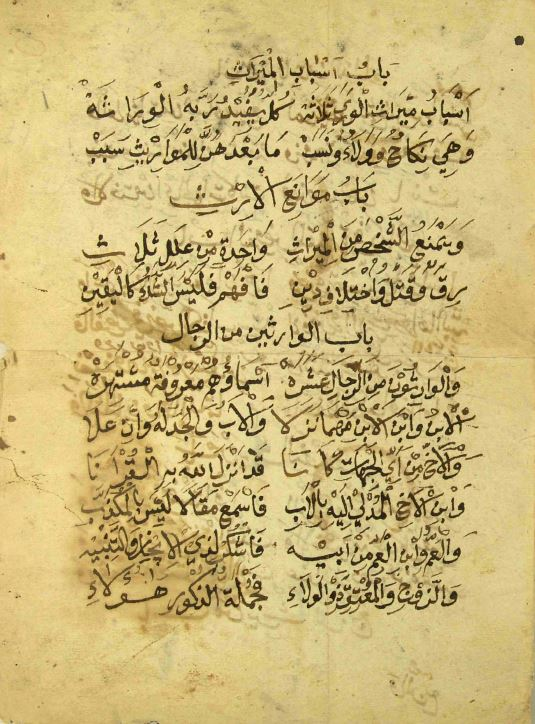
نسخة مخطوطة من «الرحبية».

ابن المتقنة (497 - 577 هـ / 1104 - 1182 م) هو عالم بالفرائض، شافعي.

## ترجمته
هو موفق الدين أبو عبد الله محمد بن علي بن محمد بن الحسن الرحبي المعروف بابن المتفنِّنة أو المتقنة. وهو من أهل رحبة مالك بن طوق، وُلد في الرحبة في دير الزور، وأخذ عن أبي منصور البزاز البغدادي، وأعقب ولدا هو أبو الثناء محمود، وكان قد ورد الموصل وتولى القضاء عن أبي منصور المظفر بين عبد القاهر بن حسن بن عبس بن قاسم الشهرزوري، وبقي بها مدة ثم عاد إلى الرحبة وبها وفاته.

## آثاره
هو صاحب الأرجوزة المسماة «بغية الباحث عن جُمل الموارث» المشهورة بـ «الرحبية»، في الفرائض. وهي من أشهر ما كتب هذا الباب.